# Pachycephala vitiensis
Pachycephala vitiensis (свистун фіджійський) — вид горобцеподібних птахів родини свистунових (Pachycephalidae). Ендемік Фіджі. Виділяють низку підвидів.

## Опис
Деякі з підвидів фіджійського свистуна мають біле, а деякі — жовте горло. Дослідники припускають що ці дві групи є наслідком кількох хвиль колонізації, причому жовтогорлі свистуни заселили Фіджі першими. Жовтогорлі свистуни мешкають на більшості островів архіпелагу, а білогорлі — на деяких південних островах (Кадаву, Гау і південні острови Лау).

## Таксономія і систематика
Фіджійський свистун належить до видового комплексу золотистого свистуна.

## Підвиди
Виділяють десять підвидів:
- P. v. kandavensis Ramsay, EP, 1876 — острів Кадаву[en];
- P. v. lauana Ramsay, EP, 1876 — південні острови Лау[en];
- P. v. vitiensis Gray, GR, 1860 — острів Гау[en];
- P. v. bella Mayr, 1932 — острів Вату-Вара[en];
- P. v. koroana Mayr, 1932 — острів Коро;
- P. v. torquata Layard, EL, 1875 — острів Тавеуні[en];
- P. v. aurantiiventris Seebohm, 1891 — острови Янганга і Вануа-Леву;
- P. v. ambigua Mayr, 1932 — південь острова Вануа-Леву, острови Рабі[en] і Кіоа[en];
- P. v. optata Hartlaub, 1866 — південний схід острова Віті-Леву і острів Овалау[en];
- P. v. graeffii Hartlaub, 1866 — острови Віті-Леву і Вая[en].

## Поширення і екологія
Фіджійські свистуни живуть переважно в тропічних рівнинних лісах.